# مصير آسية (مسلسل)
مصير آسية (بالتركية: Alin Yazim)‏ هو مسلسل تركي عُرض لأول مرة بتاريخ 1 أغسطس 2014 على قناة كانال دي التركية، وانتهى عرضه يوم 16 أكتوبر من سنة 2015، هذا وقد قامت القناة المغربية دوزيم بشراء حقوق البث وبدأت في عرضه (مدبلجا) منذ شهر نونبر 2016.

## القصة
يتمحور المسلسل حول آسية تلك الفتاة الغنية توفي والديها في حادث سير في ضروف غامضة ليتم أخذها إلى الميتم إلى أن وصلت إلى المرحلة الجامعية فقررت الذهاب إلى مدينة إسطنبول رفقة صديقتها زمرد للدراسة وتسلم منحتها الجامعية التي فازت بها في مسابقة لتصميم الأزياء وهنا تبدأ قصة أسية. تقع في حب ينيس المخطوب لسلمى الفتاة الغنية والمدللة والشريرة اللتي تحاول التخلص من أسية بأي طريقة بمساعدة أمها عندما كانت تشتغل في منزلهما لرب المنزل السيد عدنان رجل لطيف يعامل أسية كأنها إبنته ليكتشف في الأخير أنها ابنة أخيه التي لم تمت في الحادث اللذي دبرته أسيل رفقة صديقها عمران قبل أن تغدر به وتزج به في السجن.أما إحسان صديق أسية في الميتم اللذي يحبها منذ الصغر يعيش مع أخته نرهان وزوجها شوقي وإبنها علي وإبنتها أمال شوقي في البداية كان رجلا مقامرا تورط في ديون مع العصابة فقرر أن يسرق رمزي صاحب شركة سيارات النقل اللتي يعمل بها إحسان سرق شوقي المال وضرب السيد رمزي اعترف علي بالجريمة لينقذ والده وتدخلت نورهان واعترفت أن شوقي هو الفاعل بعد خروج شوقي من السجن أصبح إنسانا جيدا لكن وقع في حب جنان التي تعمل عند نورهان في صالون الحلاقة وتستغله من أجل الحصول على المال في المسلسل عدة علاقات حب معقدة ومتشابكة صابر أخ ينيس الغير الشرعي يحب أسية زمرد تحب إحسان المسلسل عبارة عن دراما رومنسية مشوقة غاية في التعقيد. ومن تم تبدأ المشاكل مع عائلة شوقي حيث ان جنان تبدأ مع علاقة مع شوقي ويعرف ولده وإحسان الذي يريد ان يفشي الحقيقة لأخته ناريمان وهناك أيضا آسية تريد ان ترحل من إسطنبول لكن ينيس لم يوافق ومن تم تبدأ المشاكل. تتعرض آسية للاختطاف من طرف سلمى ويحاول ينيس إنقاذها.

## بطولة
| الاسم          | الاسم الأصلي   | الدور  |
| -------------- | -------------- | ------ |
| ديوغي كيسير    | Duygu keser    | آسية   |
| أوزان داجيز    | Ozan Dağgez    | ينيس   |
| دينيز دوزماز   | Deniz Duzmaz   | سلمى   |
| عدنان كوش      | Adnan koç      | صابر   |
| ياسيم جول      | Yeşim gül      | أسيل   |
| بيلين أورهانر  | Pelin Orhuner  | ملاك   |
| إسيم كارافاوس  | Ecem karavus   | أمال   |
| ميرف يونال     | Merve Ünal     | جنان   |
| ميهريبان إر    | mehriban Er    | فريال  |
| عزيز سارفان    | Aziz Sarvan    | عدنان  |
| زافور ديميركان | Zafer Demircan | نورهان |